# Chloumeček
Chloumeček (282 m n. m.), též Chloumek, je vrch v okrese Mělník Středočeského kraje, ležící při západním okraji Mělníka-Chloumku, na katastrálním území Mělník.

## Geomorfologické zařazení
Vrch náleží do celku Jizerská tabule, podcelku Dolnojizerská tabule, okrsku Košátecká tabule a podokrsku Řepínská tabule.

## Přístup
Přístup je jednoduchý z okraje městské zástavby, ale samotný vrcholek je veřejnosti nepřístupný – kaple je v soukromém vlastnictví.